# William F. Martin
William („Bill“) F. Martin (geboren am 16. Februar 1957 in Bethesda, Maryland) ist ein amerikanischer Botaniker und Mikrobiologe, der derzeit das Institut für Molekulare Evolution an der Heinrich-Heine-Universität in Düsseldorf leitet.

## Werdegang
William Martin besuchte das Richland College in Dallas, Texas, und die Texas A&M University. Nachdem er in Dallas als Zimmermann gearbeitet hatte, zog er nach Hannover, Deutschland, und erwarb 1985 sein Universitätsdiplom an der Technischen Universität Hannover. 
William Martin promovierte am Max-Planck-Institut für Züchtungsforschung in Köln, wo er als Postdoktorand forschte, gefolgt von einer weiteren Postdoc-Arbeit am Institut für Genetik der Technischen Universität Braunschweig, wo er sich 1992 habilitierte. Im Jahr 1999 wurde er zum ordentlichen (C4) Professor an der Universität Düsseldorf ernannt und hat er einen Lehrstuhl am Institut für Botanik III, jetzt Institut für Molekulare Evolution der Heinrich-Heine-Universität Düsseldorf inne. Seine Schwerpunktthemen sind dort die Erforschung von Endosymbiosen, Zell- und Genomevolution, sowie Energiehaushalt und Stoffwechsel in Chloroplasten, Mitochondrien und Hydrogenosomen.

## Bedeutende Arbeiten und Theorien

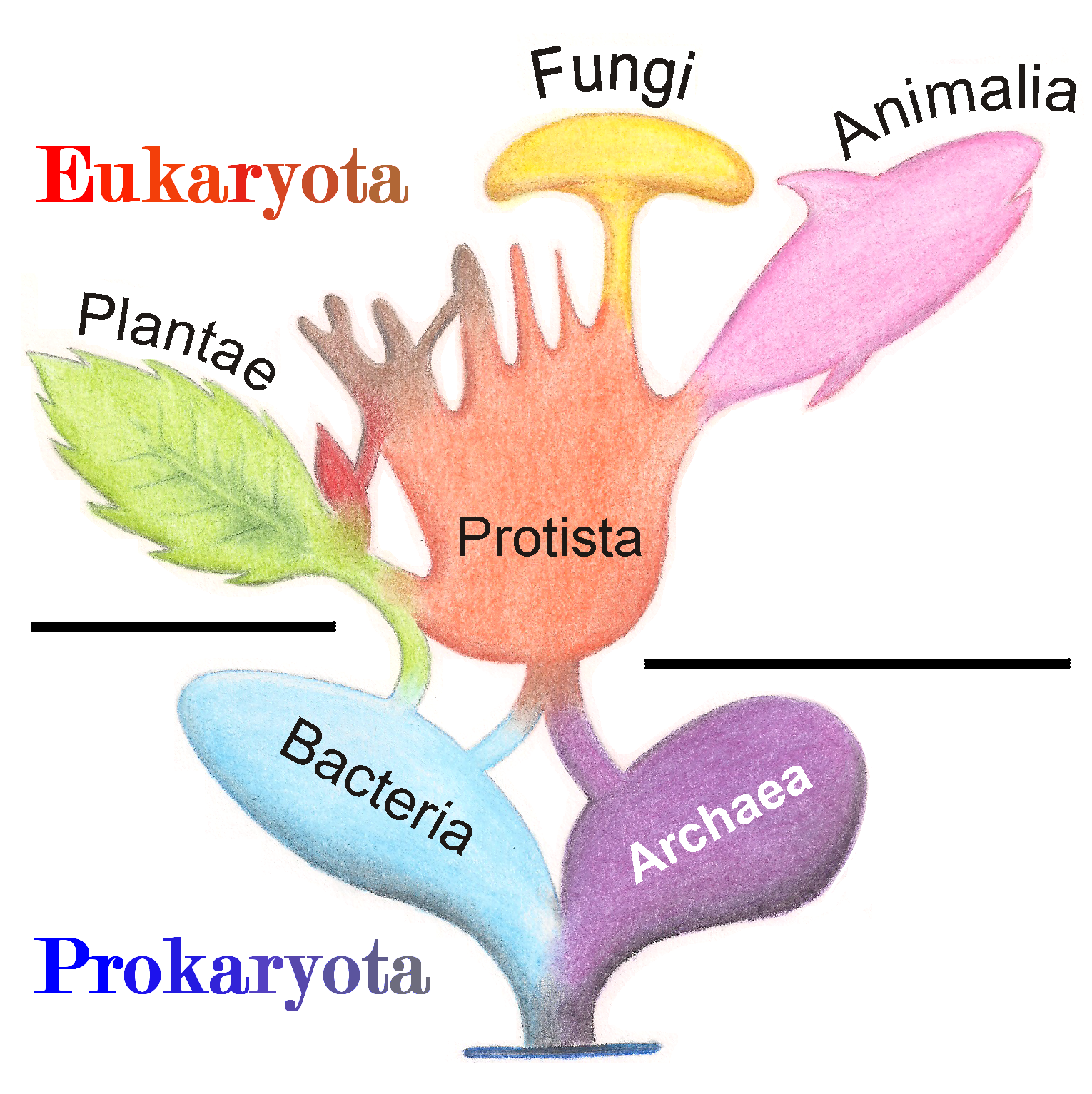
Symbiogenetischer Stammbaum der Lebewesen: Überblick über die Ursprünge der Eukaryoten (Endosymbiose von α-Proteobakterien in Archaeen ergibt MROs, blau>purpurn=orange) und der Chloroplastida (mit den Landpflanzen: Endosymbiose von Cyanobakterien in Protozoen ergibt einfache Plastiden, blau>orange=grün). Komplexe Plastiden entstehen durch Endosymbiose von bereits plastidentragenden Algen in Protisten (rot>orange=khaki).

Vernetzte Evolution: Stammbaum der Lebewesen mit HGT und Endosymbiosen. Die Entstehung komplexer Plastiden ist hier nicht dargestellt.

William Martin ist ein angesehener und manchmal umstrittener Autor auf dem Gebiet der molekularen Evolution. 
Bekannt ist er vor allem für seine Arbeiten über die Evolution des Calvin-Zyklus, der Plastiden (insbesondere der Chloroplasten) und mitochondrien-ähnlicher Organellen (MROs), sowie ganz allgemein für seine Beiträge zum Verständnis des Ursprungs und der Entwicklung eukaryotischer Zellen. 
Als Protagonist und Befürworter der „vernetzten“ Evolution stellt er sich gegen einen Darwinismus, zum Ausdruck gebracht in einem (über die gesamte Biosphäre verabsolutierten) Konzept klassischer Stammbäume.
Martin ist zusammen mit Miklós Müller von der Rockefeller University Co-Autor der 1998 veröffentlichten Arbeit „The Hydrogen hypothesis for the first eukaryote“. 
In einer Reihe weiterer Forschungsarbeiten leistete er sowohl einzeln als auch gemeinsam mit Michael J. Russell vom Jet Propulsion Laboratory der NASA Beiträge zum Verständnis der geochemischen Ursprünge der Zellen und ihrer Stoffwechselwege. Mit fast 50.000 Zitationen und einem h-Index von 106 wurde er 2019 von Web of Science als "highly cited researcher" geführt.

## Auszeichnungen
- 1990: Heinz Maier-Leibnitz-Preis der Deutschen Forschungsgemeinschaft
- 1997: Technology Transfer Prize der Industrie- und Handelskammer Braunschweig
- 1998: Miescher-Ishida Prize[7] der International Society of Endocytobiology (ISE)[8]
- 2008: Advanced Grant in Höhe von 2 Millionen Euro durch den Europäischen Forschungsrat (ERC)
- 2017: Spiridion Brusina Medal der Kroatischen Gesellschaft für Naturwissenschaften (HDBMB).[9]
- 2018: Preis der Klüh-Stiftung[10]

## Mitgliedschaften und Ehrenämter
- 2000–2007 Ausländischer Mitarbeiter (foreign associate) im  CIAR Programm für Evolutionäre Biologie des Canadian Institute for Advanced Research (CIAR)[11]
- 2001 1000 Plant Genomes Project
- 2006 Gewähltes Mitglied der American Academy for Microbiology (AAM — eine Gliederung der der American Society for Microbiology, ASM)
- 2006–2009 Julius von Haast Fellow des neuseeländischen Ministeriums für Forschung, Wissenschaft und Technologie
- 2008 Gewähltes Mitglied der Nordrhein-Westfälischen Akademie der Wissenschaften

## Veröffentlichungen (Auswahl)
- William F. Martin, Miklós Müller: The hydrogen hypothesis for the first eukaryote. In: Nature. 392. Jahrgang, Nr. 6671, 5. März 1998, S. 37–41, doi:10.1038/32096, PMID 9510246, bibcode:1998Natur.392...37M.
- William F. Martin, Bettina Stoebe, Vadim Goremykin, Sabine Hansmann, Masama Hasegawa, Klaus V. Kowallik: Gene transfer to the nucleus and the evolution of chloroplasts. In: Nature. 393. Jahrgang, Nr. 6681, 14. Mai 1998, S. 162–165, doi:10.1038/30234, PMID 11560168, bibcode:1998Natur.393..162M (nature.com).
- William F. Martin, Tamas Rujan, Erik Richly, Andrea Hansen, Sabine Cornelsen, Thomas Lins, Dario Leister, Bettina Stoebe, Masami Hasegawa, David Penny: Evolutionary analysis of Arabidopsis, cyanobacterial, and chloroplast genomes reveals plastid phylogeny and thousands of cyanobacterial genes in the nucleus. In: Proc. Natl. Acad. Sci. USA. 99. Jahrgang, Nr. 19, 17. September 2002, S. 12246–12251, doi:10.1073/pnas.182432999, PMID 12218172, PMC 129430 (freier Volltext), bibcode:2002PNAS...9912246M (pnas.org).
- William F. Martin, Michael J. Russell: On the origins of cells: An hypothesis for the evolutionary transitions from abiotic geochemistry to chemoautotrophic prokaryotes, and from prokaryotes to nucleated cells. In: Phil. Trans. R. Soc. Lond. B. 358. Jahrgang, Nr. 1429, 2003, S. 59–85, doi:10.1098/rstb.2002.1183, PMID 12594918, PMC 1693102 (freier Volltext) – (royalsocietypublishing.org).
- Helen L. Race, Reinhold G. Herrmann, William Martin, Helen L. Race, Reinhold G. Herrmann, William F. Martin: Why have organelles retained genomes? In: Trends in Genetics. 15. Jahrgang, Nr. 9, 1. September 1999, S. 364–370, doi:10.1016/s0168-9525(99)01766-7, PMID 10461205 (ucl.ac.uk [PDF]).
- Madeline C. Weiss, Filipa L. Sousa, Natalia Mrnjavac, Sinje Neukirchen, Mayo Roettger, Shijulal Nelson-Sathi, William F. Martin: The physiology and habitat of the last universal common ancestor. In: Nature Microbiology. 1. Jahrgang, Nr. 9, 25. Juli 2016, S. 16116, doi:10.1038/nmicrobiol.2016.116, PMID 27562259 (nature.com).